# Isidoro Martín Martínez
Isidoro Martín Martínez (Albacete, 24 de setembre de 1909 – Madrid, 3 d'agost de 1990) fou un catedràtic de dret espanyol, rector de la Universitat Complutense de Madrid.
Estudià als Maristes de Múrcia i es llicencià en dret a la Universitat de Múrcia en 1930 i es doctorà a la Universitat de Bolonya en 1935. En 1932 fou un dels redactors de la revista dretana El Debate i formà part de l'Asociación Católica Nacional de Propagandistas. Es llicencià en dret canònic a la Universitat de Salamanca en 1950 i en 1941 fou nomenat secretari de la Secció d'Universitats i Alta Cultura del Consell Nacional d'Educació.
Treballà com a professor a la Universitat de Múrcia en 1931 i en 1939. En 1940 va obtenir la càtedra de dret romà a la Universitat de Santiago de Compostel·la, que en 1942 canvià per la de la Universitat de Múrcia. En 1950 fou nomenat alhora catedràtic de dret canònic de la Universitat de Salamanca i director del Col·legi Major San Pablo de la Universitat Complutense de Madrid. En 1952 es decantà per aquest darrer. En 1959 esdevé catedràtic de dret canònic i secretari general de la Universitat Complutense de Madrid i en 1962 Comissari General de Protecció Escolar i Assistència Social. Ocupà el càrrec de rector a la Universitat Complutense de Madrid des d'agost de 1967 fins a abril de 1968.

## Obres
- La protección de las personas con discapacidad en el derecho de la seguridad social y en el derecho tributario amb Belén Alonso-Olea García, i Manuel Lucas Durán, Thomson Reuters-Aranzadi, 2006. ISBN 84-9767-558-4
- Sobre la Iglesia y el Estado Fundación Universitaria Española, 1989. ISBN 84-7392-320-0
- La revisión del concordato de 1953 en la perspectiva del episcopado Español Madrid : Fundación Universitaria Española, 1974. ISBN 84-400-8128-6